# 米格爾·洛佩斯
米格爾·洛佩斯（Hugo Miguel Almeida Costa Lopes）是葡萄牙的一位足球運動員。在場上司職右後衛。他現在效力于葡萄牙足球甲級聯賽球隊艾馬多拉足球會。他也代表葡萄牙國家足球隊參賽。

## 外部連結
- 米格爾·洛佩斯於ForaDeJogo的個人資料
- 米格爾·洛佩斯在BDFutbol中的档案
- 米格爾·洛佩斯位于土耳其足协的网页
- National team data （页面存档备份，存于） （葡萄牙語）
- 米格爾·洛佩斯在 National-Football-Teams.com 上的出场纪录